# Alzamiento de Zamość
El levantamiento de Zamość comprendió operaciones partisanas de la Segunda Guerra Mundial, entre 1942 y 1944, por parte de la resistencia polaca (principalmente el Armia Krajowa y los Batallones de Campesinos) contra el Generalplan Ost de Alemania, la expulsión forzada de polacos de la región de Zamość (Zamojszczyzna) y la colonización de la región por parte de colonos alemanes.
La defensa polaca de la región de Zamość fue una de las mayores operaciones de resistencia de Polonia en la Segunda Guerra Mundial.

## Atrocidades alemanas
Artículo principal: Aktion Zamość

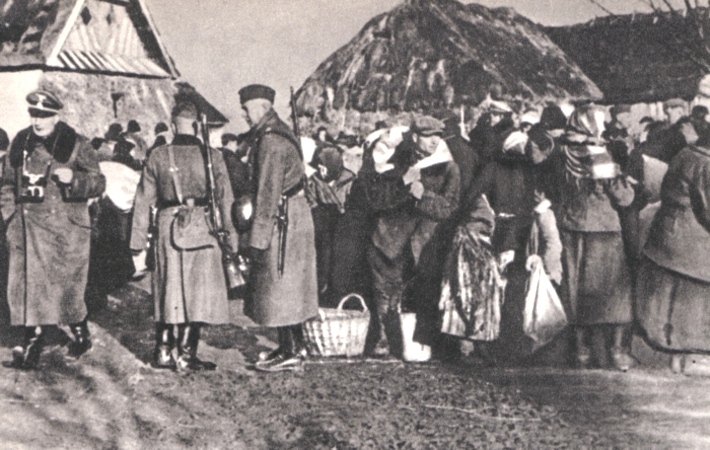
Expulsión de polacos de pueblos de la región de Zamość por las SS, diciembre de 1942

En 1942, como parte del Generalplan Ost, la región de Zamość, con su fértil suelo negro, en el Gobierno General, fue elegida para una mayor colonización alemana. De hecho, las expulsiones y la colonización de la región de Zamość pueden considerarse el comienzo de la implementación a gran escala del Generalplan Ost. La ciudad en sí pasaría a llamarse "Himmlerstadt" (Ciudad de Himmler), luego se cambió a Pflugstadt (Ciudad del arado), que simbolizaría el "arado" alemán que debía "arar el Este". Los ocupantes alemanes habían planeado la reubicación de al menos 60.000 personas de etnia alemana en la zona antes de finales de 1943. En noviembre de 1941 se realizó una expulsión inicial "de prueba", y toda la operación terminó en operaciones de pacificación antipartisanas combinadas con expulsiones en junio-julio de 1943, cuyo nombre en código era Aktion Wehrwolf I y II.
Más de 110.000 polacos de aproximadamente 300 aldeas fueron expulsados para dar cabida a los colonos alemanes (y en menor medida, ucranianos) como parte de los planes nazis para el establecimiento de colonias alemanas en los territorios conquistados (Generalplan Ost). En el área de Varsovia o Lublin, algunos aldeanos fueron reasentados, pero alrededor de 50.000 de los expulsados fueron enviados a trabajos forzados a Alemania, mientras que otros fueron enviados a los campos de concentración nazis para nunca regresar. Algunas aldeas fueron simplemente arrasadas y sus habitantes asesinados.
4.454 niños polacos fueron secuestrados por las autoridades alemanas de sus padres para una posible germanización. Solo 800 de ellos fueron encontrados y enviados de regreso a Polonia después de la Segunda Guerra Mundial.

## Resistencia polaca
Más información: Resistencia polaca

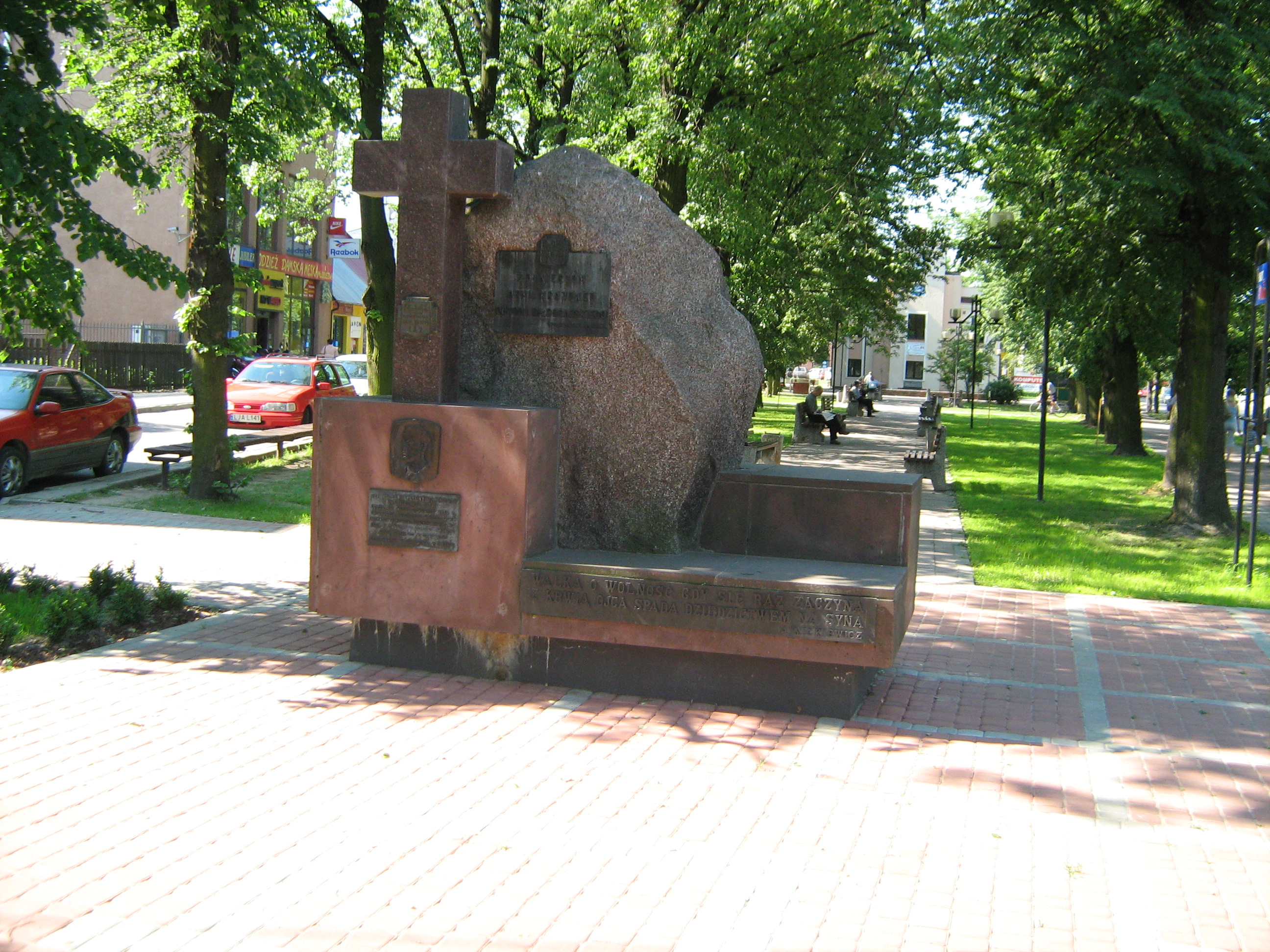
Monumento a los insurgentes del Armia Krajowa en Biłgoraj.

La población local puso resistencia a la operación con gran determinación; escaparon a los bosques, organizaron la autodefensa, ayudaron a las personas que fueron expulsadas y sobornaron a los niños secuestrados fuera de las manos de los alemanes. Las unidades de la resistencia polaca (principalmente del Armia Krajowa y los Bataliony Chłopskie), así como elementos de los partisanos soviéticos y la prosoviética Gwardia Ludowa ayudaron a evacuar a los civiles polacos y atacaron a los colonos y fuerzas alemanes en la región. En diciembre de 1942 se produjo en la región una de las primeras grandes batallas partisanas de la Segunda Guerra Mundial. Las fuerzas de resistencia contaban con varios miles de combatientes en los bosques. La primera fase de la resistencia se desarrolló entre diciembre de 1942 y febrero de 1943; Luego, los alemanes redujeron sus actividades durante unos meses, pero contraatacaron en junio, con importantes acciones antipartisanas y terror dirigido contra la población civil (Aktion Wehrwolf).
Después de varias batallas entre los partisanos y las unidades alemanas (las más notables son las batallas de Wojda, Róża, Zaboreczno, Długi Kąt, Lasowce y Hrubieszów así como la batalla de Osuchy), los alemanes tuvieron que detener la operación y al final muy pocos colonos alemanes fueron llevados a la zona. Hasta mediados de 1943, los alemanes consiguieron asentar 9.000 colonos y 4.000 más hasta finales de 1943. El creciente acoso de los partisanos hizo que los alemanes empezaran a perder el control de la región en la primavera de 1943.

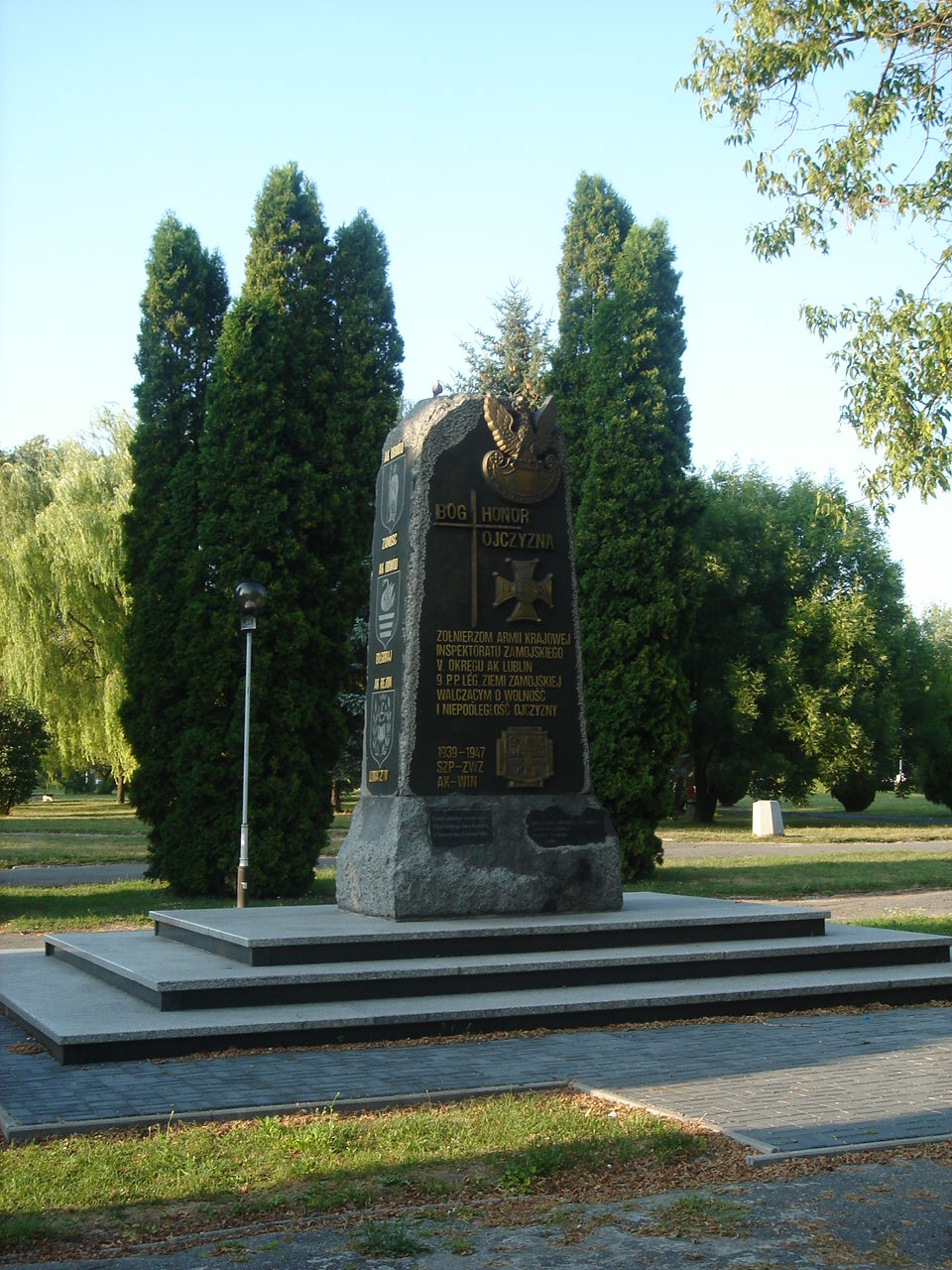
Monumento al Armia Krajowa en Zamość.

En la primera mitad de 1944, los civiles polacos y la resistencia polaca también fueron atacados por unidades ucranianas del Ejército Insurgente Ucraniano (véase masacre de polacos en Volinia). No obstante, en el verano de 1944, los partisanos polacos, con base en los grandes bosques de la región, habían tomado el control de la mayor parte del campo, limitando el control alemán a las principales ciudades. En el verano de 1944, los alemanes iniciaron nuevamente importantes operaciones antipartisanas (Sturmwind I y Sturmwind II) que resultaron en la batalla de Osuchy (una de las batallas más grandes entre la resistencia polaca y la Alemania nazi), en la que los insurgentes sufrieron numerosas bajas. Sin embargo, poco después, en julio, las unidades polacas restantes participaron en la Operación Tempestad a nivel nacional y lograron liberar varios pueblos y aldeas en la región de Zamość. Los alemanes, presionados por el avance del Ejército Rojo, se vieron obligados a abandonar la región.

## Recuerdo
Varios monumentos, museos y cementerios se han levantado en la zona a lo largo del tiempo. En la República Popular de Polonia se enfatizaron las acciones del comunista Armia Ludowa a expensas de las de la resistencia no comunista. Un documental polaco reciente dedicado al levantamiento ha sido reconocido en los Festivales de Nueva York de 2008 con una medalla de bronce.